# Anna Raimondo
Anna Raimondo (Nàpols, 1981) és una artista italiana especialitzada en el so i el mitjà radiofònic.
La seua formació inicial fon en periodisme, però prompte començà a experimentar amb el so. Des del 2017 ha desenvolupat un projecte serial anomenat Noves fronteres del benestar de l'ecosistema vaginal, on combina la performance en espais públics amb l'oralitat. Escoltava i enregistrava les històries de dones d'arreu del món, amb especial atenció a les persones intersexe o queer.